# Drobtinice (Mazzini)
Drobtinice je generacijski roman slovenskega pisatelja Miha Mazzinija. Najprej je izhajal v podlistku jeseniškega časopisa Železar, v knjigi pa 1987 pri Prešernovi družbi, v nakladi 54.000 izvodov. Roman pripoveduje o mladem boemu iz manjšega industrijskega kraja in prikazuje življenje iz dna družbene lestvice.
Knjiga je dobila nagrado Prešernove družbe za slovenski roman leta in zlato ptico za izjemne umetniške dosežke. Po romanu je bil posnet film z naslovom Operacija Cartier, ki je dobil nagrado CIRCOM za najboljši evropski TV film leta 1992. Knjigo je opremil Julijan Miklavčič, za naslovnico pa je poskrbel Janij Toroša.

## Vsebina
Roman Drobtinice govori o mladem pisatelju ljubezenskih romanov Egonu. Egon je svobodnjak iz manjšega železarskega mesta, Jesenic. Preživlja se z občasnim pisanjem lahkotnih romanov. Drugače pa je, kot se za boema spodobi, pijanec in kadilec, primerno temu pa se posveča tudi ženskam s katerimi ima občasne erotično - seksualne avanture.
Kar se tiče njegovega življenja živi iz dneva v dan, edino brez česa pa ne more je steklenička Cartierovega parfuma. V svojem življenju se sreča z različnimi osebami, med drugim tudi z dvema delavcema z juga, Selimom in Ibrom. Oba sta priseljenca iz Bosne. Zanimivo je, da Ibro ves čas govori srbsko.
Selim ves čas fantazira o svoji sanjski filmski igralki Nastassji Kinski, medtem ko si Ibro želi imeti Ajšo, dekle iz železarne. Pri vseh teh ljubezenskih težavah zavzeto sodeluje Egon.
Besedilo deluje zelo pristno, skoraj groteskno saj v njem čutimo močno izpovedno družbeno-socialno vsebino.

## Ocene in nagrade
Knjiga je dobila nagrado slovenski roman leta in zlato ptico za izjemne umetniške dosežke.
Ameriški časopis Detroit Free Press je Drobtinice uvrstil med najboljše romane leta 2005. 

## Kritike
Literarna kritika se ob izidu romana zanj ni pretirano zanimala, zato je kritik malo ali skoraj nič. Pisatelj si težave z literarno kritiko, od katere je po lastnih besedah doslej dobil bolj malo pozitivnih recenzij, na kar je ponosen, razlaga kot posledico tega, da je: »A) že na začetku prodal preveč izvodov svoje prve knjige (Drobtinice, 1987), da bi bila ta lahko kaj vredna, in B) teme, ki jih obdeluje, nimajo večje vseslovenske narodnobuditeljske vrednosti, pa še C) žanrsko se spogledujejo z grozljivkami. Plus D), v njegovih knjigah mrgoli čudakov, ki jih v normalnem življenju ne moremo srečati«.
Avtor se je pred objavo romana znašel v dilemi. Roman je najprej poslal na založbo Aleph, ki je takrat izdajala knjige v 500 izvodih, a so bile vrhunsko kritiško priznane. Če bi tam objavil knjigo, bi se pojavljale recenzije o njej še precej časa. Potem je zasledil razpis Prešernove založbe in prvotno ponudbo je umaknil. Roman je tako izšel pri Prešernovi družbi v nakladi 54.000 izvodov, vendar pa sta se pojavili mogoče dve recenziji. Kljub temu pa je knjiga našla pot k številnim bralcem, kar je bila zasluga Prešernove družbe, ki je imela urejeno prodajo od vrat do vrat. Enega redkih komentarjev romana Drobtinice je zapisal Andrijan Lah, ki romanu priznava, da je vreden večstranske pozornosti zaradi pripovedne svežine in iznajdljivosti, tematske in problemske zanimivosti, potrditve možnosti sodobnega realističnega pisanja in sugestivne upodobitve določenega duha časa, načina življenja in čutenja sveta.

## Izdaje in prevodi
- Izvirnik je bil objavljen leta 1987 pri Prešernovi družbi.(COBISS)
- Roman je bil leta 2004 izdan pri ameriški založbi Scala House Press, z naslovom The Cartier Project.(COBISS)
- Leta 2006 je izšla nova slovenska izdaja z DVD-jem Operacija Cartier.(COBISS)
- Angleška izdaja: Freight Books, 2014
- Makedonska izdaja: Antolog, 2015, ISBN: 608243087-5

## Priredbe
Po romanu je bil posnet film z naslovom Operacija Cartier, ki je dobil nagrado CIRCOM za najboljši evropski TV film leta 1992.(COBISS)